# Серхио Галван Рей
Серхио Галван Рей (на испански: Sergio Galván Rey) е колумбийски футболист от аржентински произход, роден на 9 юни 1973 г. в Консепсион, Аржентина. Със своите 224 гола в 404 мача той е рекордьорът по брой голове в колумбийската Категория Примера А, със седем повече от втория Иван Валенсиано. Въпреки това си постижение той няма нито един мач за колумбийския или аржентинския национален отбор.

## Клубна кариера
Серхио Галван Рей започва кариерата си във ФК Консепсион в родния си град, с който печели шампионата на провинция Тукуман през 1992 г. През 1993 г. играе в дублиращия отбор на Бока Хуниорс, но не успява да пробие в първия отбор и се връща на север в родната си провинция, където играе по една година за Депортиво Агилерас (става шампион на втора дивизия на първенството на Тукуман) и отново ФК Консепсион. Там е забелязан от скаут на колумбийския Онсе Калдас. Галван Рей показва голмайсторските си умения и с общо 171 гола във всички турнири (160 за първенство и 11 за Копа Либертадорес става голмайстор номер едно на тима за всички времена. През 1999 г. печели приза за голмайстор на първенството със своите 26 гола. През 2003 г. в турнира Апертура извежда Онсе Калдас до шампионската титла - втора в историята на отбора и първа за последните над 50 години. Година по-късно взима колумбийско гражданство. В периода 2004-2005 г. играе в нюйоркския МетроСтарс, но без особен успех - отбелязва едва девет гола в почти 50 мача. Напуска отбора заради разминаване в исканата от него и предлаганата му заплата. Завръща се в Колумбия и три години играе за Атлетико Насионал, с който става два пъти шампион (Апертура и Финалисасион през 2007 г.) и отново голмайстор на първенството (Апертура 2007). На 21 май 2006 г. отбелязва пет гола срещу Америка де Кали - отбора, за който играе през 2010 г. Завършва кариерата си в Индепендиенте Санта Фе, където играе през 2011 г.

## Успехи
- Шампион на Колумбия (3):
  - 2003 А (Онсе Калдас); 2007 А, 2007 Ф (Атлетико Насионал)
- Шампион на първенството на Тукуман (1):
  - 1992 (ФК Консепсион)
- Шампион на Примера Б на първенството на Тукуман (1):
  - 1994 (Депортиво Агиларес)

- Голмайстор на Колумбия (2):
  - 1999 (Онсе Калдас, 26 гола); 2007 А (Атлетико Насионал, 13 гола)